# Günzburg
Günzburg – miasto powiatowe w Niemczech, w kraju związkowym Bawaria, w rejencji Szwabia, w regionie Donau-Iller, siedziba powiatu Günzburg. Założone jako osada rzymska ok. 70 roku. Najbliżej położone duże miasta: Monachium – ok. 105 km na południowy wschód, Norymberga – ok. 125 km na północny wschód i Stuttgart – ok. 90 km na północny zachód.
W mieście znajduje się stacja kolejowa Günzburg, oraz filia Legolandu.

## Zabytki
Najważniejszym zabytkiem miasta jest kościół pw. NMP (Frauenkirche), arcydzieło sztuki barokowej, zaprojektowany przez Dominikusa Zimmermanna.

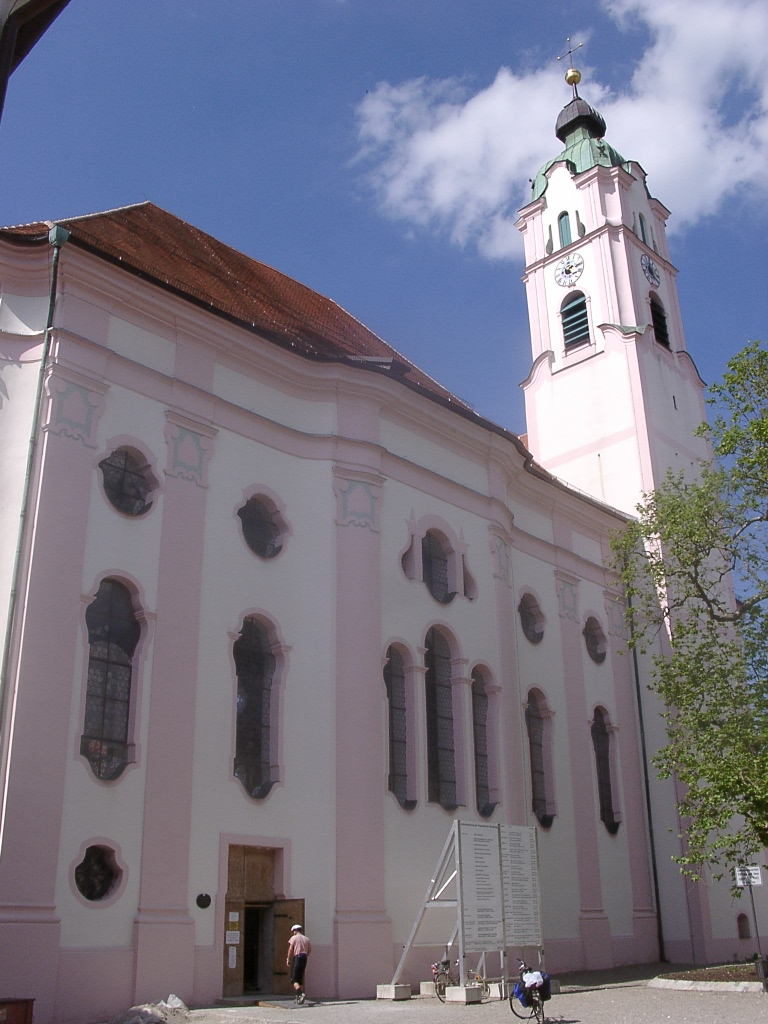
Kościół pw. NMP (Frauenkirche)
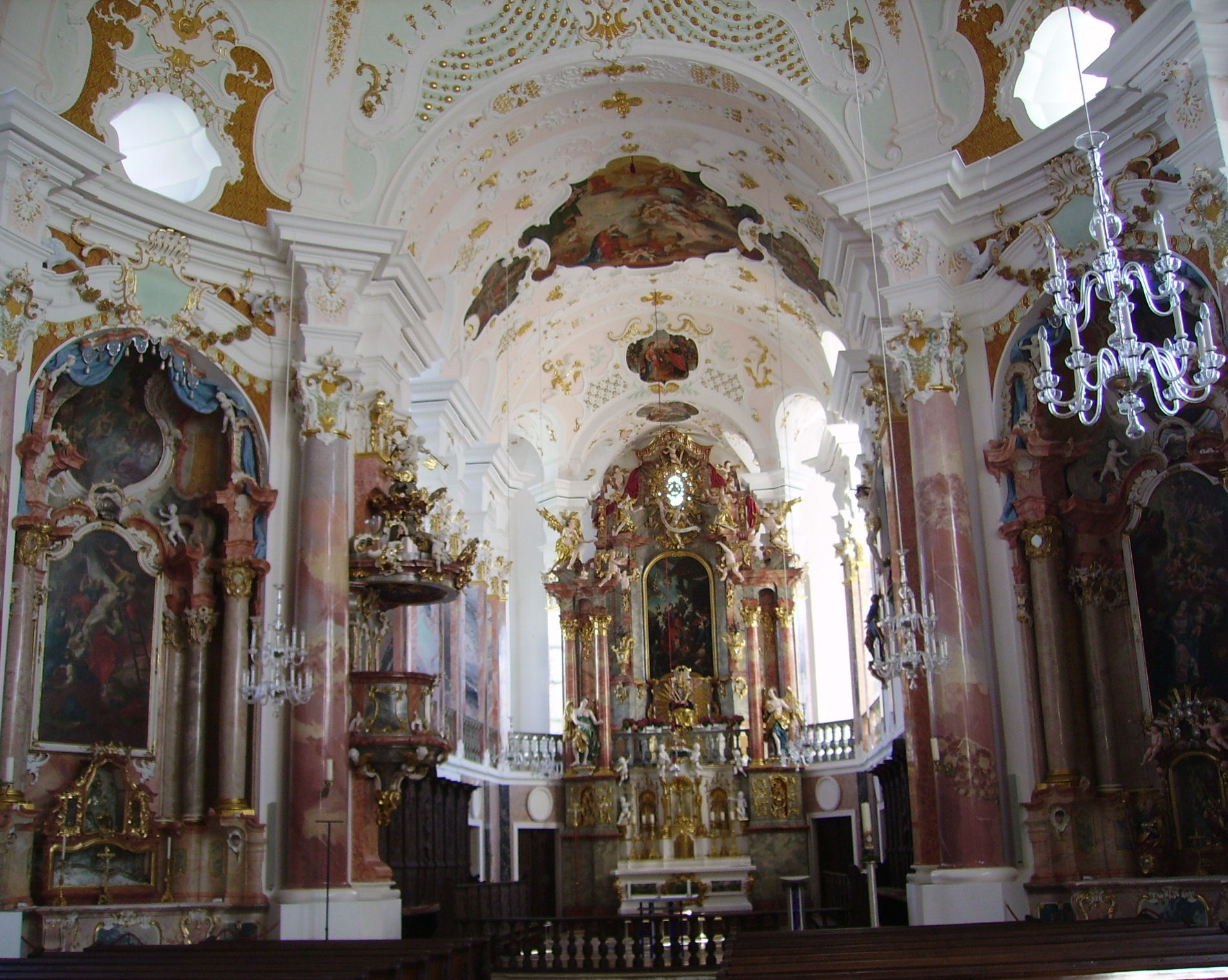
Kościół pw. NMP (Frauenkirche), wnętrze
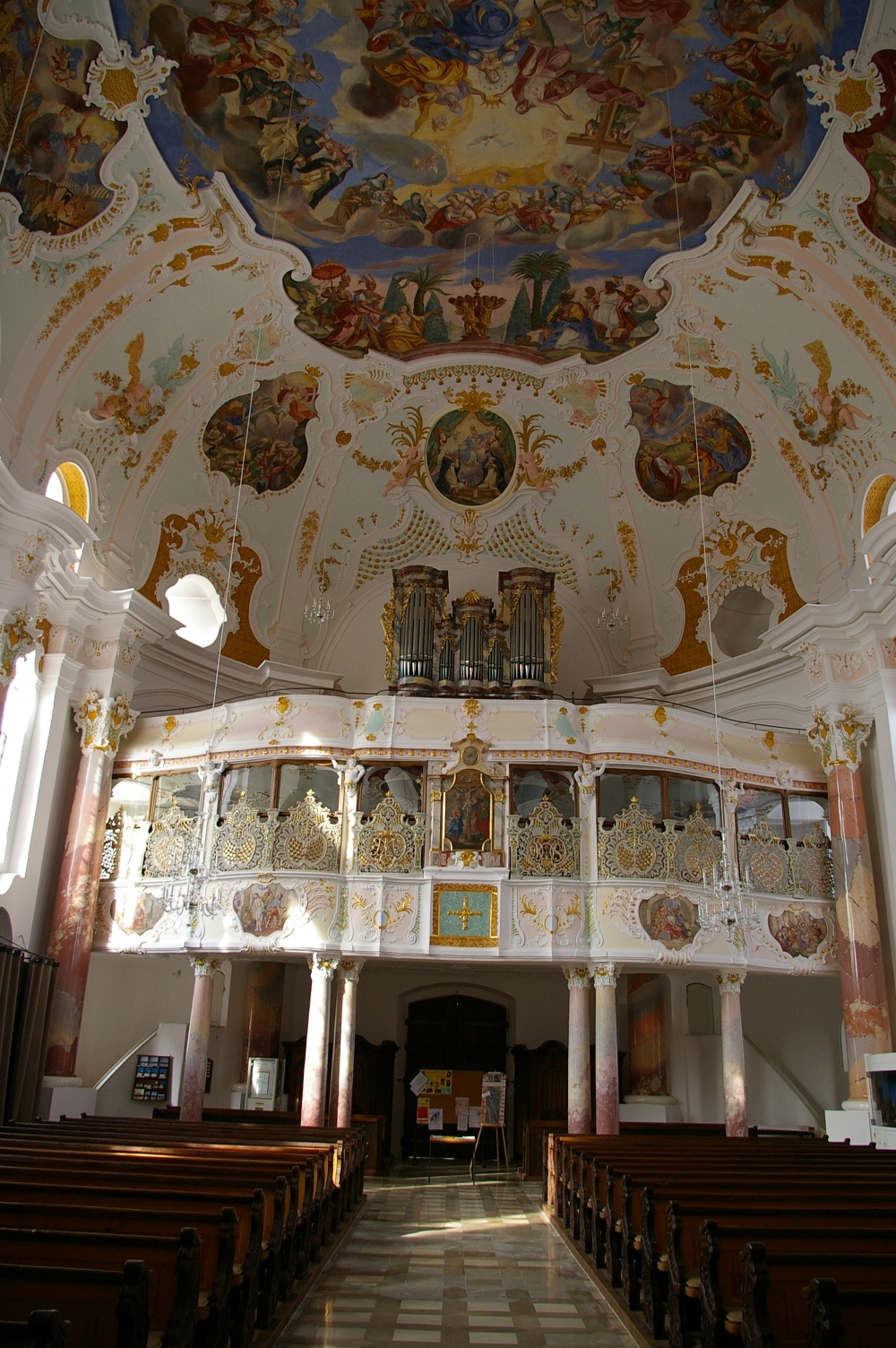
Kościół pw. NMP (Frauenkirche), wnętrze

## Polityka
Prezydentem miasta jest Gerhard Jauernig (SPD), rada miasta liczy 24 osoby.
|      | CSU | SPD | FWG | UW | Günzburger Bürgerliste | Razem |
| 2008 | 8   | 7   | 4   | 4  | 1                      | 24    |
| 2002 | 8   | 8   | 3   | 4  | 1                      | 24    |

### Współpraca
Miejscowości partnerskie:
- Lannion, Francja
- Neustadt in Sachsen, Saksonia
- Šternberk, Czechy

## Osoby urodzone w Günzburgu
- Josef Mengele – zbrodniarz hitlerowski, odpowiedzialny za pseudomedyczne eksperymenty w Auschwitz na dzieciach